# Gruzínská sovětská socialistická republika
Gruzínská sovětská socialistická republika (gruzínsky საქართველოს საბჭოთა სოციალისტური რესპუბლიკა, rusky Грузинская Советская Социалистическая Республика), zkráceně Gruzínská SSR, byla jedna z 15 republik Sovětského svazu.
Vznikla 25. února 1921 jako samostatný stát, ale do roku 1936 byla společně s Ázerbájdžánskou a Arménskou SSR součástí Zakavkazské sovětské federativní socialistické republiky. Oddělila se po zániku Zakavkazské SFSR v roce 1936. Samostatnost Gruzie na SSSR byla schválena již v listopadu roku 1990, kdy byla rozhodnutím demokratického parlamentu přejmenována na Gruzínskou republiku. Skutečné samostatnosti se Gruzie dočkala až po rozpadu SSSR roku 1991.

## Historie

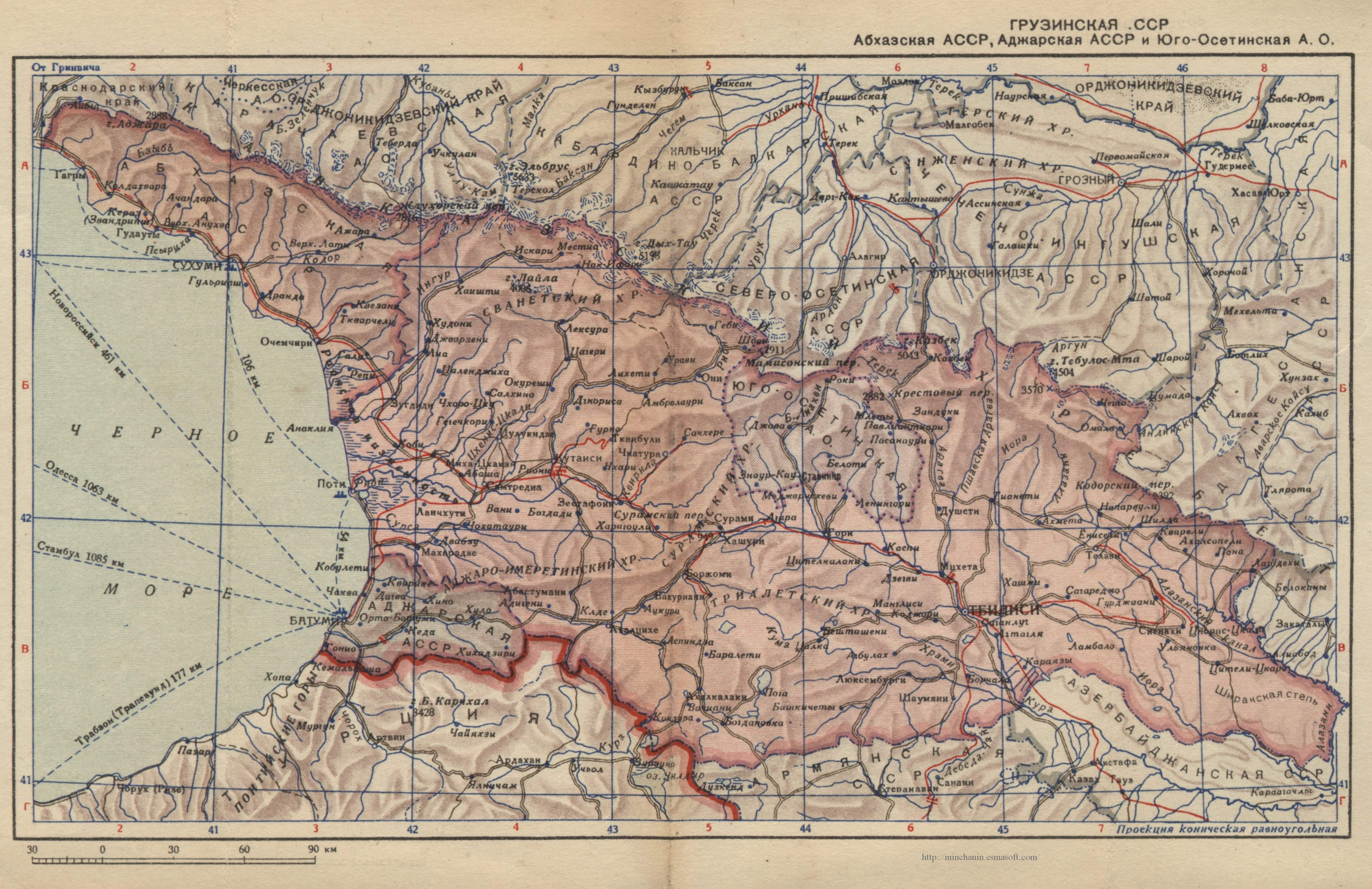
Historická mapa Gruzínské SSR roku 1939

Gruzínská SSR (Socialistická sovětská republika Gruzie) byla vyhlášena 25. února 1921 v den, když do hlavního města Tbilisi vpochodovala vojska Rudé armády, a 2. března téhož roku byla přijata tehdejším vedením Revkomu gruzínská sovětská ústava. Od 12. března 1922 do 5. prosince 1936 byla Gruzínská SSR včleněna do Zakavkazské sovětské federativní socialistické republiky společně s Arménií a Ázerbájdžánem. V roce 1936 se Zakavkazská SFSR rozpadla.
Na Gruzii čtrnáctiletá nadvláda Zakavkazské federace zanechala nemálo následků. Sovětské vedení nařídilo odevzdat část území Turecku (celou historickou gruzínskou provincii Tao-Klardžetii), Ázerbájdžánu (celé historické provincie Heretie a Saingilo), Arménii (provincii Lori) a Rusku (část historického regionu Chevi).

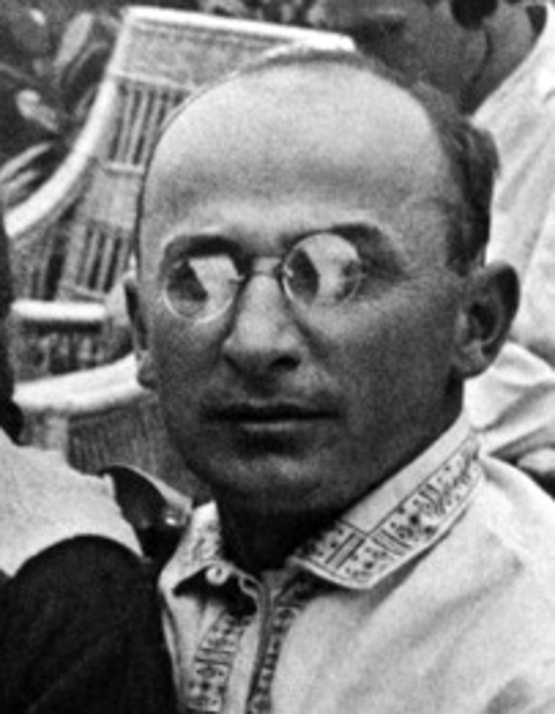
Lavrentij Berija

Sovětská vláda začala v Gruzii terorem. Během prvních tří let po invazi Rudé armády bylo zabito nebo popraveno na 50 000 obyvatel země. Dalších více než 150 000 padlo za oběť stalinským čistkám nebo na rozkaz tvrdou rukou vládnoucího prvního tajemníka gruzínské komunistické strany Lavrentije Beriji.
Během druhé světové války se o Kavkaz a zejména jeho ropná pole začalo zajímat nacistické Německo, avšak do Gruzie se neprobojovalo. Přesto zaznamenala ohromné ztráty. Do Velké vlastenecké války se zapojilo na 700 tisíc Gruzínců a vrátila se pouze polovina. Během bojů sloužila Gruzie jako zásobitel potravin, textilií a munice. Nicméně část Gruzínců se přidala na Hitlerovu stranu a v rámci Wehrmachtu utvořili tzv. Gruzínskou legii. Během perzekuce celých národů, které Stalin podezříval z podpory nacistů, Gruzie získala část území na severním Kavkazu, ale jen do roku 1957.
Druhá světová válka však kromě porážky nacismu přinesla do země i vlnu gruzínského nacionalismu, který se držel až do Stalinovy smrti. 9. března 1956 se v Tbilisi uskutečnila rozsáhlá demonstrace proti Chruščovově politice destalinizace a proti jeho kritice gruzínského národa a tradic. Střet s pořádkovými jednotkami přinesl až sto mrtvých. Stalinova centralistická vláda byla totiž po celou dobu v Gruzii dost ctěna. Nicméně Chruščovovy reformy a decentralizaci moci v 50. letech přijalo sovětské vedení Gruzie kladně a vybudovalo si silnou mocenskou základnu.
Kromě státem kontrolovaného hospodářství se v Gruzii mnohem více než jinde v SSSR rozmohlo nelegální soukromé podnikání, jež fungovalo v rámci šedé ekonomiky, a kapitalismus. Oficiální údaje o výsledcích hospodaření a ekonomickém růstu Gruzínské SSSR byly pravidelně nejhorší v celém SSSR, ale jeho obyvatelé byli z celého SSSR, co do vlastnictví pozemků, automobilů a elektroniky, nejbohatší a měli na svých kontech největší finanční rezervy na počet obyvatel. Tím pádem byla z Gruzie tenkrát nejvýkonnější ekonomika v rámci SSSR. S dobrým ekonomickým postavením úzce korespondovala i míra vzdělání obyvatelstva. Gruzie měla také ze všech svazových republik nejvíce absolventů odborného vyššího vzdělání a vysokoškoláků.
Bylo to všechno však za cenu velmi rozsáhlé korupce. Míra korupce se ve zbytku SSSR pohybovala okolo nuly,[zdroj?] ale v Gruzii byla natolik rozmohlá a všeobecná, že si toho brzy všimly i autority v Moskvě. Tehdejší první tajemník komunistické strany v Gruzii Vasil Mžavanadze byl kvůli korupčnímu skandálu odstraněn z funkce za přispění jeho ambiciózního ministra vnitra Ševardnadzeho, který byl znám svým odhodláním proti rozbujelé korupci bojovat. Ševardnadze poté nastoupil na Mžavanadzeho místo a vládl od roku 1972 do 1985. Během svého funkčního období pozvedl oficiální gruzínskou ekonomiku na vysokou úroveň a nechal uvěznit za korupci stovky svých podřízených.
V roce 1978 se do Gruzie vrátilo silné nacionální cítění, které během 60. let dost uvadlo, a v Tbilisi se demonstrovalo proti sovětskému vedení. Obyvatelé požadovali revizi ústavy a zejména pasáží o úředním jazyku. Ševardnadze tlaku nakonec ustoupil a 14. dubna 1978 prosadil ústavní změny, které garantovaly existenci a rozvoj gruzínského jazyka. Tento den se také stal svátkem gruzínského jazyka. V té samé době také probíhalo rozsáhlé zatýkání disidentů, kteří volali po dodržování lidských práv.

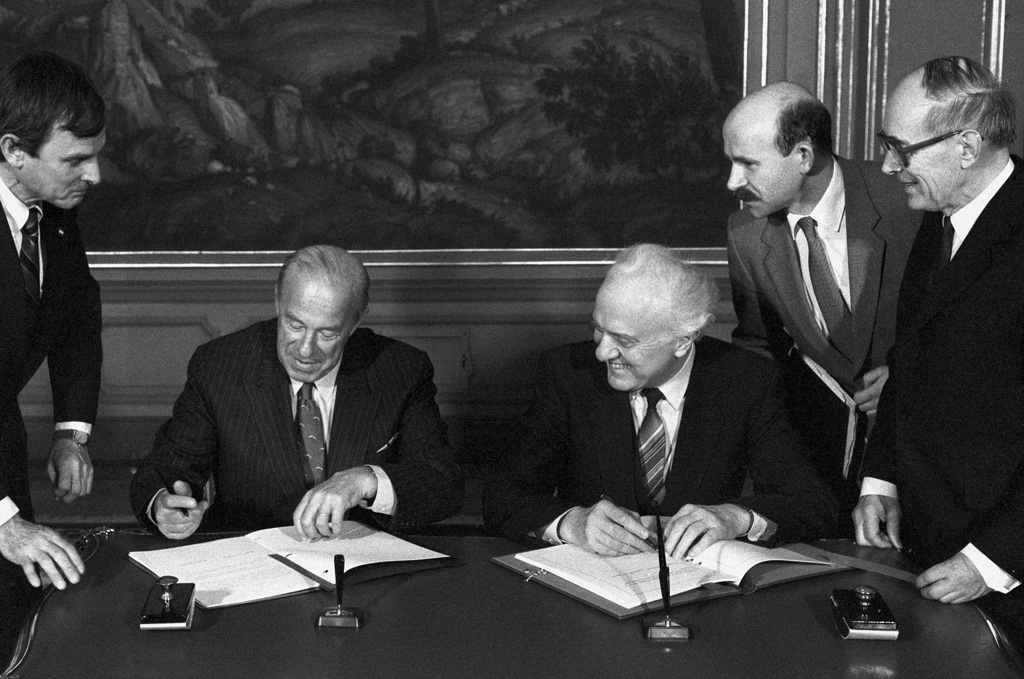
Ševardnadze ve funkci ministra zahraničí SSSR

Když byl Ševardnadze povýšen na pozici sovětského ministra zahraničí, byl za něj v roce 1985 dosazen do křesla prvního tajemníka konzervativec Džumber Patiašvili, který se jen těžko vyrovnával se změnami a s perestrojkou a sílícím národním hnutím Gruzínců i národnostních menšin. Velmi časté byly spory mezi jednotlivými komunisty různých národností a na ulicích docházelo ke krvavým nepokojům, zejména v Jižní Osetii, které přerostly v krátkou občanskou válku. 9. dubna 1989 se v Tbilisi odehrála pokojná demonstrace před úřadem vlády, kterou vedení země nechalo rozprášit armádou. Dvacet lidí přišlo o život a stovky jich bylo zraněno nebo přiotráveno slzným plynem. Tento incident nastartoval změny, které nakonec vedly ke konci sovětské vlády. Politika se velice radikalizovala a dokonce i mnozí dříve poslušní komunisté začali hlasitě volat po nezávislosti na SSSR.
Došlo k několika ústavním změnám a dne 28. října 1990 se v Gruzínské SSR uskutečnily první demokratické parlamentní volby, které vyhrála koalice disidentů a prodemokratických nových politických stran, tzv. Kulatý stůl-Svobodná Gruzie. 15. listopadu pak byla Gruzínská SSR přejmenována na Gruzínskou republiku, byla odstraněna vedoucí úloha jediné strany, a byla vyhlášena autonomie na moskevské moci. 31. března 1991 se uskutečnilo referendum o obnovení nezávislosti, pro kterou hlasovalo přes 90 % obyvatel Gruzie, takže gruzínský parlament pak dne 9. dubna 1991 vyhlásil úplnou nezávislost Gruzie. Ústava Gruzínské SSR však zůstala v platnosti až do 24. srpna 1995, když byla konečně přijata nová.

## Přehled představitelů
Gruzínská sovětská socialistická republika
- Mamia Orachelašvili: 25.2.1921 – 6.3.1921, úřadující předseda Revolučního výboru; SKP
- Filipp Macharadze: 6.3.1921 – 7.7.1921, předseda Revolučního výboru; SKP
- Polikarp Mdivani: 7.7.1921 – 7.3.1922
- Filipp Macharadze: 7.3.1922 – 22.1.1923

Federativní svaz sovětských socialistických republika Zakavkazska
- Polikarp Mdivani: 12.3.1922 – 13.12.1922, člen svazové rady (další dva kolegové z Arménské SSR a Ázerbájdžánské SSR); SKP

Zakavkazská sovětská federativní socialistická republika
- Michail Grigorjevič Cchakaja: 13.12.1922 – 1927, předseda Ústředního výkonného výboru Gruzínské SSR; CPTSSF
- Filipp Macharadze: 1927 – 1928
- Michail Grigorjevič Cchakaja: 1928 – leden 1931
- Filipp Macharadze: leden 1931 – březen 1935
- Aveli Safronovič Enukidze: březen 1935 – 27.5.1935
- Filipp Macharadze: 27.5.1935 – 5.12.1936

Gruzínská sovětská socialistická republika
- Filipp Macharadze: 5.12.1936 – 10.7.1938, předseda Ústředního výkonného výboru; SKP
- Filipp Macharadze: 10.7.1938 – 10.12.1941, předseda prezídia Nejvyššího sovětu; SKP
- Giorgi Fjodorovič Sturua: 14.12.1941 – 26.3.1948
- Vasilij Barnabovič Gogua: 26.3.1948 – 6.4.1952
- Zacharij Nikolajevič Čchubianišvili: 6.4.1952 – 15.4.1953
- Vladimir Gedevanovič Cchovrebašvili: 15.4.1953 – 29.10.1953
- Miron Dmitrijevič Čubinidze: 29.10.1953 – 17.4.1959
- Giorgi Samsonovič Dzocenidze: 18.4.1959 – 6.1.1976
- Pavel Georgijevič Gilašvili: 26.1.1976 – 29.3.1989
- Otar Jevtichijevič Čerkezija: 29.3.1989 – 17.11.1989
- Givi Grigorjevič Gumbaridze: 17.11.1989 – 14.11.1990
- Zviad Gamsachurdia: 14.11.1990 – 14.4.1991, předseda Nejvyšší rady; FG

(pozn. CPTSSF = Komunistická strana zakavkazské sovětské socialistické federace, SKP = Gruzínská komunistická strana, FG = Svobodná Gruzie)

## Gruzínská sovětská socialistická republika v obrazech

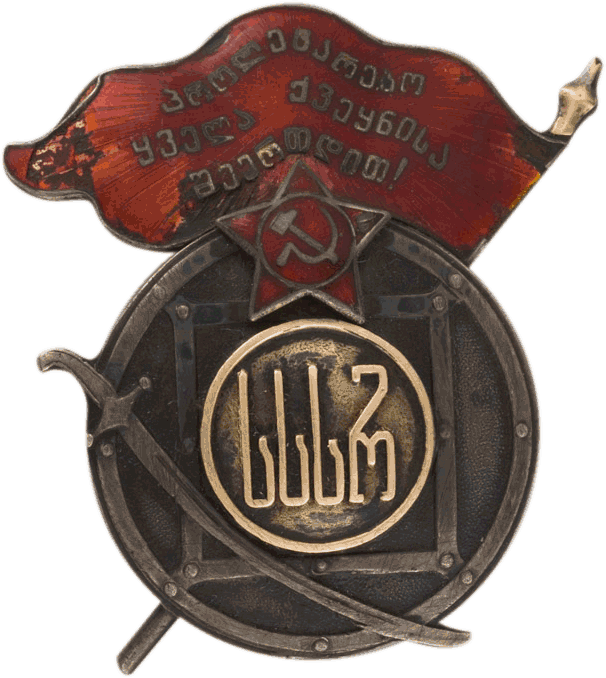
Řád rudého praporu, udělovaný v Gruzínské republice (1923).
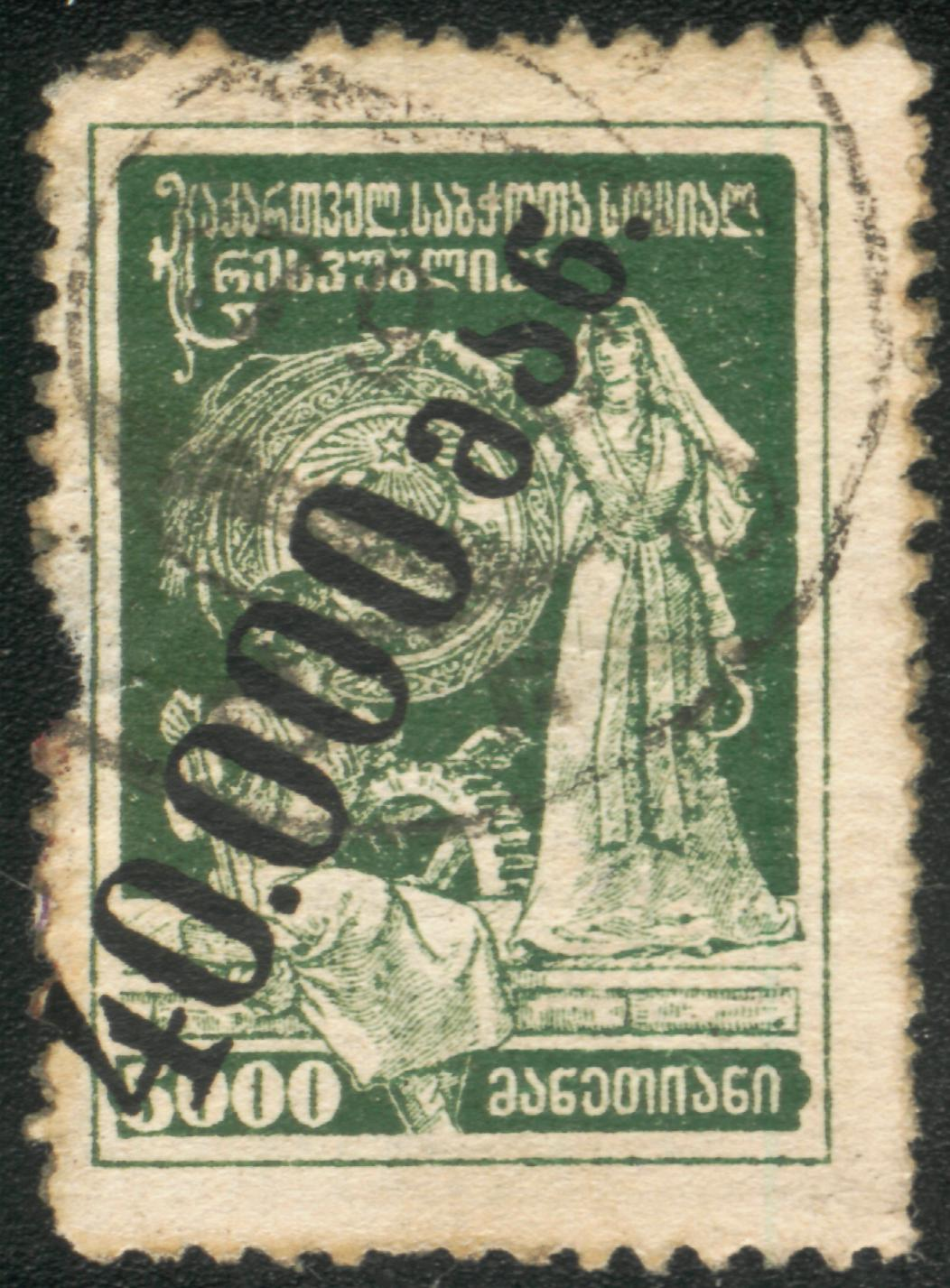
Gruzínská známka vydaná roku 1922.

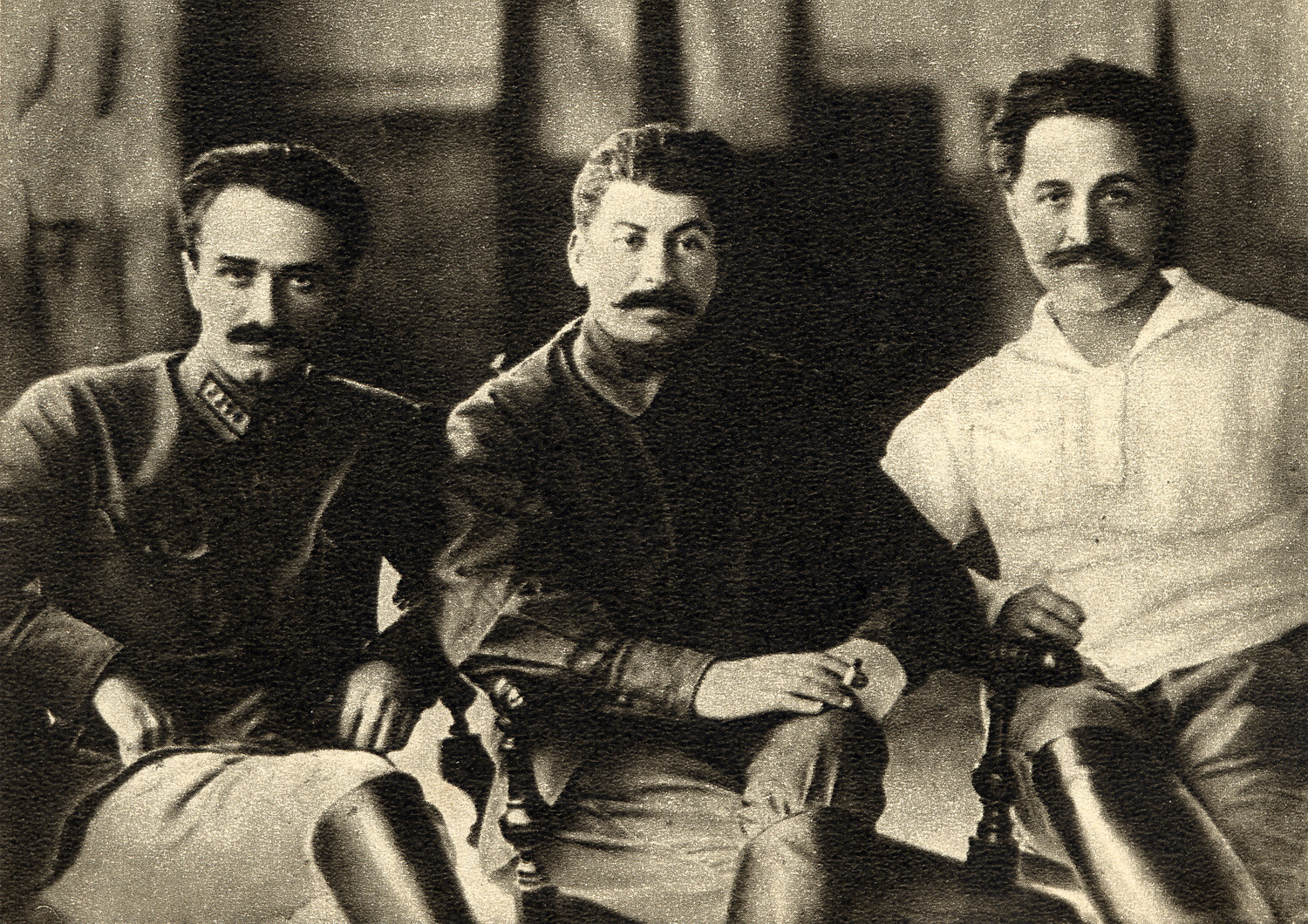
Zleva: Anastáz Mikojan, Stalin a Grigorij Ordžonikidze při návštěvě Gruzie – „Kavkazská klika“.
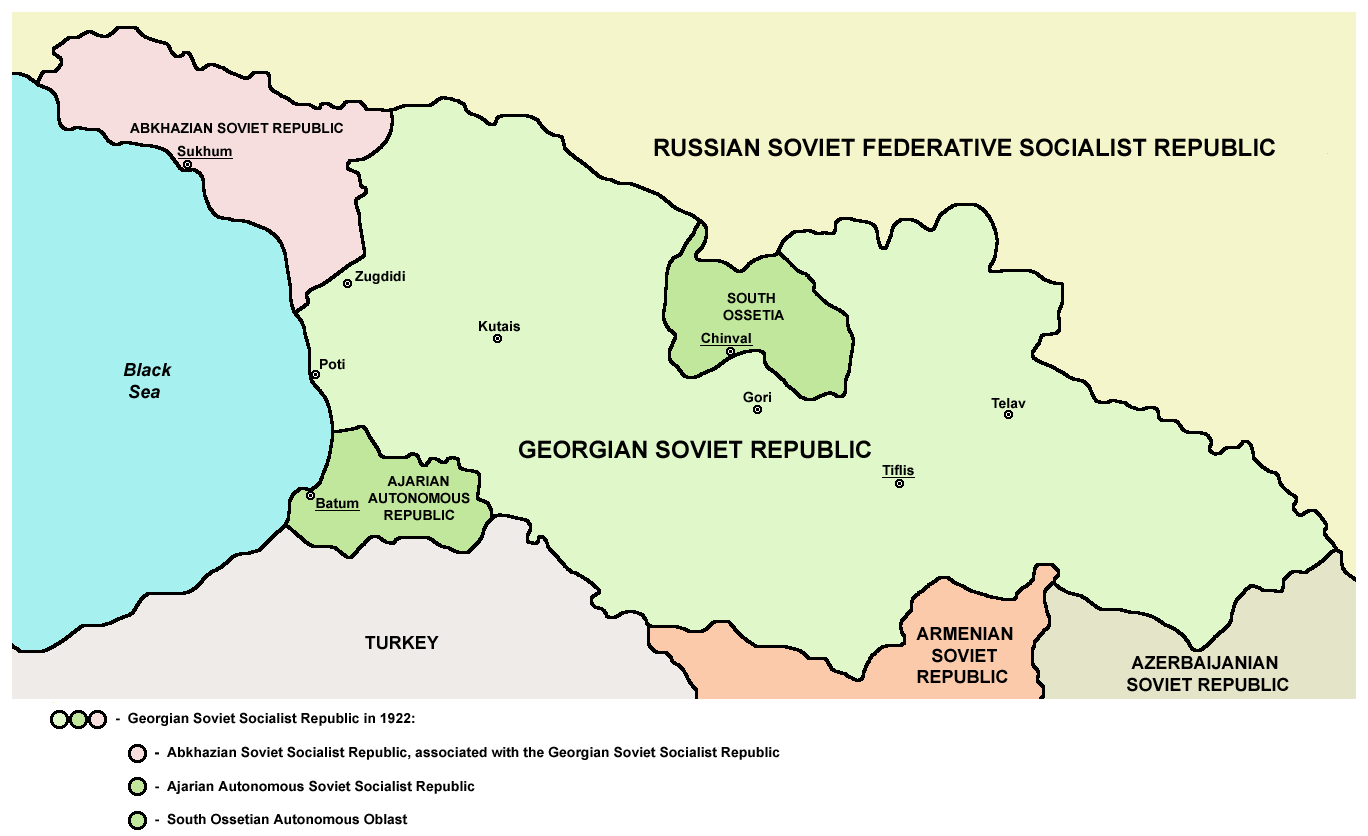
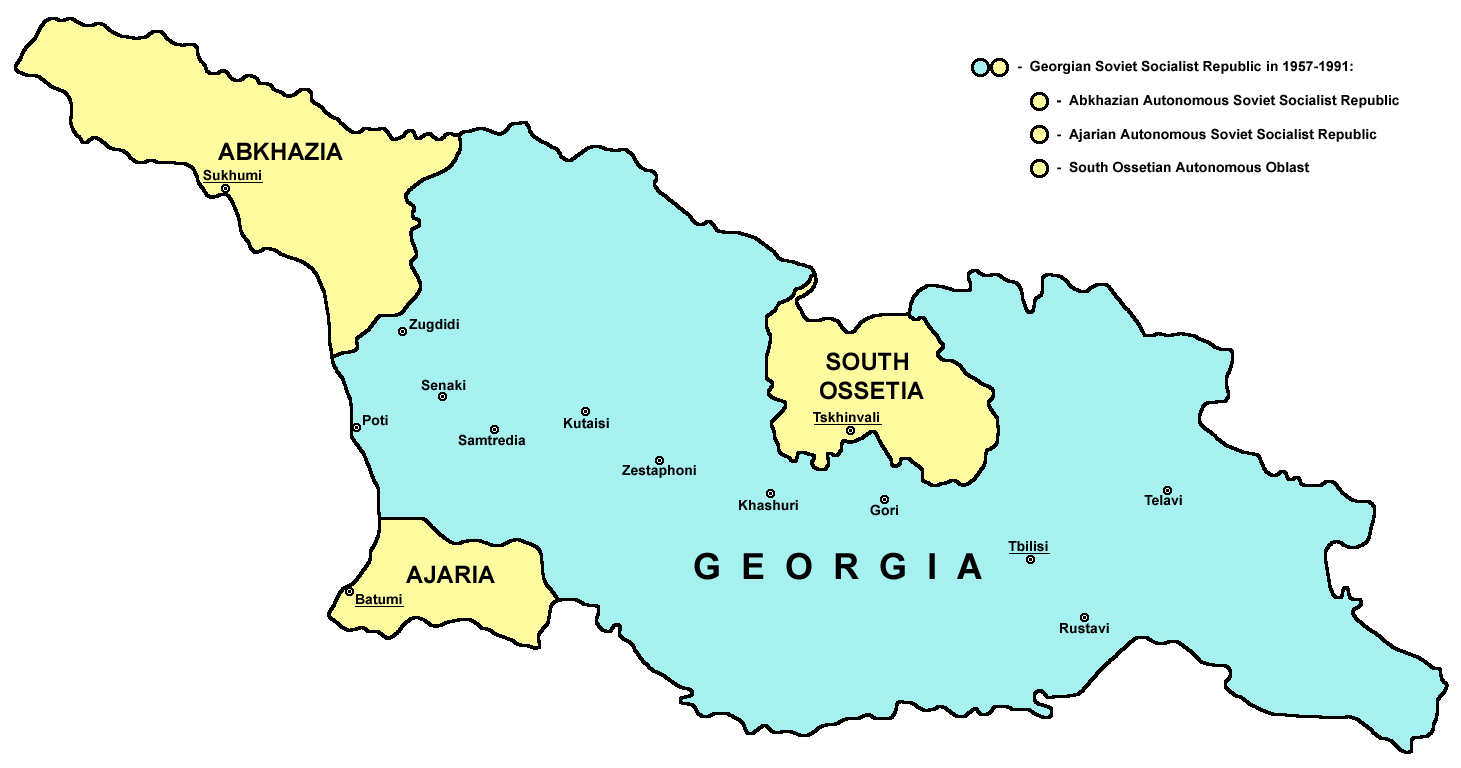